# Schmarler Bach
Der Schmarler Bach ist ein etwa 8 km langer Bach in der Hansestadt Rostock.
Der Bach entspringt im Mühlenteich des Rostocker Ortsteils Evershagen, fließt von dort zunächst in westnordwestliche Richtung, biegt dann wieder nach Osten und fließt an der Südgrenze des Ortsteils Lütten Klein entlang, unterquert die Stadtautobahn, fließt in nordnordöstlicher Richtung entlang der Nordwestgrenze des namengebenden Ortsteils Schmarl, nördlich des IGA-Geländes und mündet schließlich nach Osten in die Unterwarnow. Der Schmarler Bach ist größtenteils ein sand- (und lehm-) geprägter Tieflandbach; lediglich der Mündungsbereich entspricht dem Gewässertyp des rückstau- bzw. brackwasserbeeinflussten Ostseezuflusses.